# Dobsonia beauforti
Dobsonia beauforti es una especie de murciélago de la familia Pteropodidae.

## Distribución geográfica
Es endémica de Indonesia.

## Hábitat
Su hábitat natural son: las cuevas.